# Liste der Baudenkmäler in Rückersdorf (Mittelfranken)
Auf dieser Seite sind die Baudenkmäler in der mittelfränkischen Gemeinde Rückersdorf zusammengestellt. Diese Tabelle ist eine Teilliste der Liste der Baudenkmäler in Bayern. Grundlage ist die Bayerische Denkmalliste, die auf Basis des Bayerischen Denkmalschutzgesetzes vom 1. Oktober 1973 erstmals erstellt wurde und seither durch das Bayerische Landesamt für Denkmalpflege geführt wird. Die folgenden Angaben ersetzen nicht die rechtsverbindliche Auskunft der Denkmalschutzbehörde.
 Diese Liste gibt den Fortschreibungsstand vom 11. Januar 2019 wieder und enthält 30 Baudenkmäler.

## Baudenkmäler nach Gemeindeteilen

### Rückersdorf
| Lage                                                                                         | Objekt                                                                                               | Beschreibung | Akten-Nr.     | Bild           |
| -------------------------------------------------------------------------------------------- | --- | --- | ------------- | -------------- |
| Bahnlinie Nürnberg - Schirnding; Stöcklach (Standort)                                        | Felsenkeller                                                                                         | weitverzweigte Kelleranlage mit gemauerten Eiskellern, 17./18. Jahrhundert, frühes 20. Jahrhundert | D-5-74-154-40 | BW             |
| Bahnhofstraße 2; Streckenkilometer 12,66 (Standort)                                          | Ehemaliges Stationsgebäude der Fichtelgebirgsbahn                                                    | Dreigeschossiger Sandsteinquaderbau mit Walmdach und Gesimsgliederung, um 1875 Kleine Wartehalle: offene Holzständerkonstruktion mit Satteldach, 1899 | D-5-74-154-38 | weitere Bilder |
| Dachsbergweg 1 (Standort)                                                                    | Ehemaliges Walderholungsheim des Vereins zur Bekämpfung der Tuberkulose                              | Malerischer zweigeschossiger Satteldachbau mit Seitenrisalit, Reliefschmuck, bezeichnet „1907“, von Hans Müller | D-5-74-154-34 | BW             |
| Hallergasse 4; Hallergasse 6 (Standort)                                                      | Teile der Schlossmauer                                                                               | Sandstein 18. Jahrhundert | D-5-74-154-35 | weitere Bilder |
| Hauptstraße 6 (Standort)                                                                     | Ehemalige Zollstätte                                                                                 | Zweigeschossiger Sandsteinquaderbau mit Walmdach, 1803 neu gebaut Sandsteinpfostenzaun: wohl 1803 | D-5-74-154-1  | weitere Bilder |
| Hauptstraße 24 (Standort)                                                                    | Wohnhaus                                                                                             | Zweigeschossiger Sandsteinquaderbau mit Zwerchhaus, Satteldach, eingeschossiger Wirtschaftstrakt, 19. Jahrhundert Scheune: Fachwerkbau, 19. Jahrhundert | D-5-74-154-3  | weitere Bilder |
| Hauptstraße 27 (Standort)                                                                    | Wohnhaus                                                                                             | Zweigeschossiger traufseitiger Sandsteinquaderbau mit Satteldach, Anfang 19. Jahrhundert | D-5-74-154-4  | weitere Bilder |
| Hauptstraße 28 (Standort)                                                                    | Ehemaliges Wohnhaus                                                                                  | Zweigeschossiger Sandsteinquaderbau mit Walmdach, um 1720 | D-5-74-154-5  | weitere Bilder |
| Hauptstraße 30; Kirchgasse 1 (Standort)                                                      | Evangelisch-lutherische Pfarrkirche St. Georg                                                        | Einschiffige Anlage mit polygonalem Chor, im Wesentlichen gegen Mitte 15. Jahrhundert und 1700, Westturm 1716/17; mit Ausstattung Kirchhofmauer mit barockem Friedhofsportal: Sandstein, 1718 | D-5-74-154-7  | weitere Bilder |
| Hauptstraße 38 (Standort)                                                                    | Ehemaliges Gasthaus Grüner Baum                                                                      | Stattlicher Sandsteinquaderbau mit steilem Walmdach und Zwerchhaus mit Walmdach, 1773 Ökonomiegebäude: eingeschossiger Satteldachbau, 18. Jahrhundert | D-5-74-154-11 | weitere Bilder |
| Hauptstraße 42; Nähe Hauptstraße (Standort)                                                  | Wohnhaus                                                                                             | Zweigeschossiger Sandsteinquaderbau mit Walmdach, 18. Jahrhundert Reste der Schlossmauer: Sandsteinquadermauer, 18. Jahrhundert, ehemals zum Herrensitz gehörig | D-5-74-154-13 | weitere Bilder |
| Hauptstraße 43; Hauptstraße 43a (Standort)                                                   | Ehemaliges Gasthaus und Wohnstallhaus                                                                | Zweigeschossiger (westseitig eineinhalbgeschossiger) Giebelbau, Obergeschoss und Giebel mit reichem Fachwerk, von 1593 (dendrochronologisch datiert), entkernt, Dachwerk erneuert Scheune: Sandsteinbau mit Steilsatteldach, bezeichnet „1769“ | D-5-74-154-14 | weitere Bilder |
| Hauptstraße 44 (Standort)                                                                    | Ehemaliges Lusthaus bzw. Winterung und Gartenhaus, ehemals zum Herrensitz (Schlossgasse 3/5) gehörig | Zweigeschossiger traufseitiger Sandsteinquaderbau mit Satteldach, 18./frühes 19. Jahrhundert, Verlängerung nach Südwesten nach 1821 Scheune: traufseitiger Sandsteinquaderbau mit Steilsatteldach und Aufzugszwerchhaus mit vorspringendem Satteldach, 1884 | D-5-74-154-15 | weitere Bilder |
| Hauptstraße 45 (Standort)                                                                    | Ehemaliger Stall von Hauptstraße 43, dann Wohn- und Geschäftshaus                                    | Eingeschossiger Satteldachbau mit Fachwerkgiebel, im Kern 18. Jahrhundert | D-5-74-154-16 | weitere Bilder |
| Hauptstraße 46 (Standort)                                                                    | Ehemaliges Taglöhnerhaus                                                                             | Eingeschossiger Sandsteinbau mit Steilsatteldach, Giebel Fachwerk verputzt, 18./19. Jahrhundert | D-5-74-154-17 | weitere Bilder |
| Hauptstraße 51 (Standort)                                                                    | Gasthaus                                                                                             | Zweigeschossiger giebelseitiger Satteldachbau mit Fachwerkobergeschoss und -giebel und Zwerchhaus mit Halbwalmdach, bezeichnet „1663“, Zwerchhaus zweite Hälfte 19. Jahrhundert, rückwärtig Anbau, eingeschossiger Walmdachbau, spätes 19. Jahrhundert | D-5-74-154-20 | weitere Bilder |
| Hauptstraße 53 (Standort)                                                                    | Scheune                                                                                              | Fachwerkbau mit Satteldach, 19. Jahrhundert | D-5-74-154-39 | BW             |
| Hauptstraße 55 (Standort)                                                                    | Wohnhaus                                                                                             | Zweigeschossiger traufständiger Satteldachbau, Erdgeschoss Sandsteinquadermauerwerk, Obergeschoss Fachwerk, 17./18. Jahrhundert | D-5-74-154-21 | weitere Bilder |
| Hauptstraße 57 (Standort)                                                                    | Gasthof                                                                                              | Obergeschoss und Giebel Fachwerk, 17. Jahrhundert, westseitiger zweigeschossiger Sandsteinanbau, 18. Jahrhundert | D-5-74-154-23 | weitere Bilder |
| Hauptstraße 57 (Standort)                                                                    | Scheune                                                                                              | Fachwerkbau mit Steilsatteldach, 18. Jahrhundert; zu Gasthof gehörig | D-5-74-154-23 | weitere Bilder |
| Hauptstraße 58 (Standort)                                                                    | Taglöhnerhaus                                                                                        | Eingeschossiges Doppelhaus, Sandsteinbau mit Satteldach, spätes 18./frühes 19. Jahrhundert | D-5-74-154-22 | weitere Bilder |
| Kirchgasse 4 (Standort)                                                                      | Ehemaliges Bauernhaus                                                                                | Zweigeschossiges giebelständiges Sandsteinhaus mit Steilsatteldach, bezeichnet „1884“ | D-5-74-154-24 | weitere Bilder |
| Mohnwinkel 9 (Standort)                                                                      | Mehrfamilienhaus                                                                                     | Repräsentativer villenartiger Putzbau auf Sandsteinsockelgeschossen, Fachwerkgiebel, 1902 nach Plänen des Baumeisters Beck | D-5-74-154-37 | weitere Bilder |
| Schlossgasse 1; Nähe Schlossgasse; Schlossgasse 7; Schlossgasse 3; Schlossgasse 5 (Standort) | Ehemaliger Herrensitz                                                                                | Herrenhaus: zweigeschossiger, traufseitiger Halbwalmdachbau mit vorspringendem Fachwerkobergeschoss, nördliche Achse mit zweitem Obergeschoss und quergestellter Firstlinie, um 1540, nach Zerstörung 1552 neu errichtet 1555/56, Veränderungen 17. Jahrhundert, 18. Jahrhundert, 19. Jahrhundert und erste Hälfte 20. Jahrhundert Sogenannter Neuer Bau: zweigeschossiger, traufseitiger Sandsteinquaderbau mit Satteldach und vorspringendem Obergeschoss, zweite Hälfte 16. Jahrhundert, südlich an das Herrenhaus angebaut Voiten- oder Gärtnerhaus, sogenannter Hinterbau: zweigeschossiger Fachwerkbau mit Satteldach und östlichem eingeschossigen Satteldachanbau, nach 1555 Scheune: Sandsteinquaderbau mit Steilsatteldach, rechtwinklig angebaut eingeschossiger Fachwerkbau mit Satteldach, frühes 19. Jahrhundert Garten- und Hofmauern: Sandsteinquadermauern mit profilierten Abdeckplatten und rechteckigen Torpfosten mit Kugelbekrönung, 17./18. Jahrhundert Schlossgarten, ehemaliges Küchengärtlein: angelegt 2. Hälfte 16. Jahrhundert/erstes Drittel 17. Jahrhundert | D-5-74-154-26 | weitere Bilder |
| Schlossgasse 13 (Standort)                                                                   | Ehemaliges Wohnstallhaus                                                                             | Zweigeschossiger traufständiger Sandsteinquaderbau mit Steilsatteldach, spätes 18./frühes 19. Jahrhundert | D-5-74-154-30 | weitere Bilder |
| Schlossgasse 15 (Standort)                                                                   | Bauernhof                                                                                            | Wohnstallhaus: stattlicher eingeschossiger Satteldachbau mit Fachwerk, erste Hälfte 18. Jahrhundert Scheune: Ziegelbau mit Steilsatteldach, zweite Hälfte 19. Jahrhundert | D-5-74-154-36 | weitere Bilder |
| Schlossgasse 17; Nähe Schlossgasse (Standort)                                                | Pfarrhof                                                                                             | Evangelisch-lutherisches Pfarrhaus: zweigeschossiger Sandsteinbau mit Satteldach, Mitte 19. Jahrhundert Nebengebäude: Sandstein, Mitte 19. Jahrhundert Backofen: 19. Jahrhundert | D-5-74-154-31 | weitere Bilder |
| Schlossgasse 18 (Standort)                                                                   | Scheune                                                                                              | Fachwerkbau mit Steilsatteldach, 18./frühes 19. Jahrhundert | D-5-74-154-32 | weitere Bilder |
| Steinbruchweg 19 b (Standort)                                                                | Felsenkeller                                                                                         | mit Eisschacht mit Sandsteinstufen, vor 1873. | D-5-74-154-41 | BW             |
| Steinbruchweg 19 b (Standort)                                                                | Kath. Pfarrkirche                                                                                    | zweigeschossiger Rechteckkubus aus längsrechteckigem Unterbau mit Sandsteinplattenverkleidung und quadratischem Aufsatz mit gerasterten Wänden aus verglasten Betonwabensteinen und flachem Pyramidendach, an der Westseite Taufkapelle und Glockenträger, von Hans K. Frieser, Innengestaltung Heinrich Wallner, 1966/67; mit Ausstattung; zugehörig Vorplatz, über Treppen erreichbare Platzfläche mit gestalteten Waschbetonplatten und Betonmauern sowie hohem Betonmast mit Aluminiumkreuz, gleichzeitig | D-5-74-154-42 | BW             |

### Strengenberg
| Lage                       | Objekt                | Beschreibung | Akten-Nr.     | Bild           |
| -------------------------- | --------------------- | --- | ------------- | -------------- |
| Strengenberg 35 (Standort) | Ehemaliger Herrensitz | Zweigeschossiger Werksteinbau mit Mansardhalbwalmdach, 1778, mit älterem Kern, rückwärtiger Anbau, bezeichnet „1819“; mit Ausstattung | D-5-74-154-33 | weitere Bilder |

## Ehemalige Baudenkmäler
| Lage                      | Objekt                   | Beschreibung | Akten-Nr.     | Bild           |
| ------------------------- | ------------------------ | --- | ------------- | -------------- |
| Hauptstraße 47 (Standort) | Gasthof                  | Verputzter zweigeschossiger Sandsteinbau mit Satteldach, im Kern 18. Jahrhundert                                                                                                 | D-5-74-154-18 | BW             |
| Hauptstraße 49 (Standort) | Wohnhaus                 | Zweigeschossiges verputztes Sandsteinhaus mit Fachwerkgiebel und Steilsatteldach, im Kern 18. Jahrhundert                                                                        | D-5-74-154-19 | BW             |
| Kirchgasse 21 (Standort)  | Ehemaliges Wohnstallhaus | Sandsteinbau mit Steilsatteldach, bezeichnet 1739 Angebaute Scheune: mit Fachwerkgiebel, 19. Jahrhundert                                                                         | D-5-74-154-25 | weitere Bilder |
| Schlossgasse 4 (Standort) | Kleinhaus                | Eingeschossiger Sandsteinbau mit Fachwerkgiebel, 18. Jahrhundert, erweitert mit Zwerchhaus, 19. Jahrhundert Angebaut kleine Scheune mit vorkragendem Satteldach, 18. Jahrhundert | D-5-74-154-27 | BW             |